# Bisdom Camaçari
Het bisdom Camaçari (Latijn: Dioecesis Camassariensis) is een rooms-katholiek bisdom met als zetel Camaçari, in Brazilië. Het bisdom is suffragaan aan het aartsbisdom São Salvador da Bahia.

## Geschiedenis
Het bisdom werd opgericht op 15 december 2010, uit delen van het aartsbisdom São Salvador da Bahia. 

## Parochies
Het bisdom had in 2021 een oppervlakte van 2.382 km2 en telde 697.000 inwoners waarvan 69,1% rooms-katholiek was.

## Bisschoppen
- João Carlos Petrini (15 december 2010 - 27 oktober 2021)
- Dirceu de Oliveira Medeiros (27 oktober 2021 - heden)

São Salvador da Bahia (aartsbisdom) · Alagoinhas · Amargosa · Camaçari · Cruz das Almas · Eunápolis · Ilhéus · Itabuna · Teixeira de Freitas-Caravelas